# КК ЕТА Енгомис
КК ЕТА Енгомис (грч. Ε.Θ.Α. Έγκωμης) је кипарски кошаркашки клуб из Енгомија, предграђа Никозије. У сезони 2014/15. такмичи се у Првој дивизији Кипра.

## Историја
Клуб је основан 1942. године. До прве титуле у кипарском првенству дошао је тек у сезони 2010/11, а годину дана касније освојио је и другу. Победник националног купа био је три пута и то 2011, 2013. и 2015. године.
На међународној сцени учествовао је у неколико сезона ФИБА Еврочеленџа, али је такмичење увек завршавао већ у првој групној фази.

## Успеси

### Национални
- Првенство Кипра:
  - Првак (2): 2011, 2012.

- Куп Кипра:
  - Победник (3): 2011, 2013, 2015.

## Познатији играчи
- Иван Мараш
- Реџи Рединг